# Sztehlo Gábor

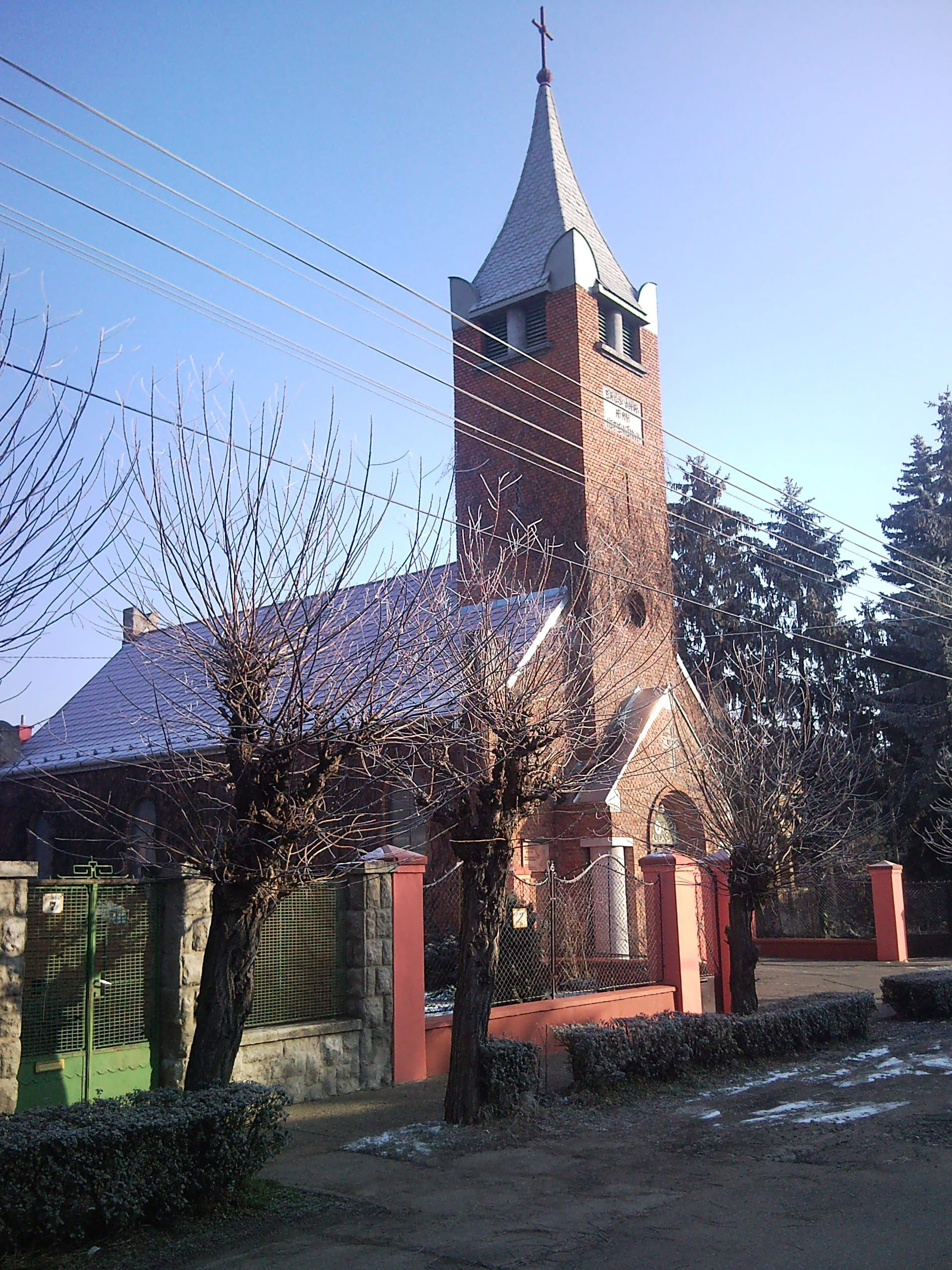
Az általa építtetett Új-Hatvani templom

Sztehlo Gábor (született Sztehlo Gábor Győző Jenő Béla) (Budapest, 1909. szeptember 25. – Interlaken, Svájc, 1974. május 28.) magyar evangélikus lelkész. Kétezer ember megmentője, a Gaudiopolis – Örömváros megálmodója, létrehozója.

## Élete
Dr. vitéz Szenczy (Sztehlo) Aladár (1875–1948), jogász, táblabíró, evangélikus vallású és Haggenmacher Márta Mária Jozefa (1886–1969) református vallású fiaként született Budapesten, a gellérthegyi Orlay utca 10. szám alatt, megegyezésük szerint édesapja vallását követte. Az apai nagyszülei Sztehlo Kornél (1847–1940), köz- és váltó ügyvéd, királyi tanácsos, és felsőkubini Meskó Berta (1855–1921)
A soproni evangélikus gimnáziumban érettségizett, majd miután 1931-ben ugyanott elvégezte az evangélikus teológiát, Finnországban volt ösztöndíjas. 1932-ben szentelték lelkésszé, 1933–1935 között az új-hatvani gyülekezetben szolgált, egy év alatt templomot épített, presbiterével, Legány Ödönnel karöltve. 1935–1942 között Nagytarcsán volt lelkész. A finn minta alapján 1937-ben megkezdte a népfőiskola szervezését, amelyet aztán 1938-ban alapítottak meg. 1938 tavaszán szülei Szenczyre magyarosították a család nevét, az ő neve is erre változott. Ez azonban nem tartott sokáig, mert nagybátyja Sztehlo Dezső Ottó (szintén ügyvéd) örökbe fogadta, és neve 1941 elején ismét Sztehlo lett.
1944 márciusától kezdve Raffay Sándor püspök megbízásából elkezdte a zsidó gyermekek szervezett mentését. 1944. október 5-én nyitották meg az első otthont Sztehlo Gábor nagybátyja, Haggenmacher Ottó által felajánlott I. kerület, Bérc utca 16. alatti villájában. 1944 karácsonyáig 32 otthonban szervezte meg a gyermekek elhelyezését és ellátását a svájci Vöröskereszt támogatásával Neÿ Ákos vasútigazgató családi villájában. Ezért a tevékenységéért kapta meg 1972-ben a Világ Igaza címet. Az ezerhatszáz megmentett gyerek egyike Oláh György későbbi Nobel-díjas tudós volt. A gyerekek mellett az otthonok 400 dolgozója is menedéket, oltalmat talált.
A gyermekek mentésében a Fébé Anyaház diakonisszái is segítettek. Zulauf Henrik, az anyaház vezető lelkésze, valamint dr. Farkas Mária főnök asszony a Nemzetközi Vöröskereszttől menedéket, védelmet kért maga és az anyaház, illetve intézményei számára. A védelmet megkapták, és „cserébe” a gyermekmentő vöröskeresztes otthonok vezetésére – amint ez az Isten kezében c. könyvéből is ismert – Sztehlo Gábor segítséget kapott a diakonissza testvérek személyében. Taschner Erzsébet diakonisszától tudjuk, hogy az 1944/1945-ös időben a Csaba utcában, a Magdolna utcában és a Fasori Gimnázium épületében dolgoztak a testvérek. E három otthonban dolgozó diakonisszák tehát közvetlenül részt vettek a gyermekek mentésében, gondozásában. A Magdolna utcában Nagy Matild, Tóth Adél, Bátky Júlia, Taschner Ilona és Sikuta Margit testvérek szolgáltak, a Fasori Gimnázium épületében pedig Simon Mária főtestvér, Kovács Erzsébet, Csapó Margit és Taschner Erzsébet testvérek.
1945 tavaszán a Weiss Manfréd által felajánlott területen megszervezte a Pax gyermekotthont. A gyermekotthon 1950-es államosítása után segédlelkész volt a budavári, kelenföldi, majd a kőbányai gyülekezetben. 1956-ban családja Svájcba költözött, de ő nem ment velük, mert folytatni kívánta munkáját. Az evangélikus egyház keretén belül szeretetotthonokat szervezett.
1961-ben svájci látogatása közben infarktust kapott, így orvosi javaslatra Svájcban maradt, és ott folytatta lelkészi tevékenységét. Útlevele lejárt, még látogatóként sem térhetett vissza Magyarországra. A szigorú korlátozást a svájci állampolgárság elnyerése oldhatta volna fel. Áhította a tízéves várakozás leteltét, hogy hazatérhessen végre szeretett hazájába. Két hónap választotta el álma megvalósulásától.
Hazatért hamvai a Farkasréti temetőben nyugszanak.

## Szabadkőműves pályafutása
1946-ban újjáalakult a Régi Hívek páholy, ennek lett a tagja Sztehlo Gábor. Hamarosan, 1949-ben megválasztották a második felügyelő helyettesévé. 1949. június 9-én előadást tartott a páholyban „Az evangélium és a szociális haladás eszméi” címmel. A Pax gyermekotthon vezetésével kapcsolatos elfoglaltságai miatt gyakran hiányzott a páholymunkákról, de ezeket az eseteket előre bejelentette és eljuttatta adományait az özvegyperselybe. Páholya 1950-ben megválasztotta a második felügyelői tisztségre, de még abban az évben betiltották a szabadkőművességet, így a páholy munkája abbamaradt.
1962 után Svájcban újra bekapcsolódott a szabadkőművességbe, az interlakeni szabadkőműves kört látogatta. Esetenként Luzernban, Thunban és St. Gallenban vett részt szabadkőműves páholymunkán.

## Gaudiopolis – Örömváros
1945 szeptemberében – öt hónappal a Magyar Köztársaság kikiáltása előtt – a közel nyolcszáz menekült gyermek megalapította a „Gyermekköztársaságot”, Gaudiopolist. A gyerekek ünnepségeket szerveztek, könyvtárt, énekkart alapítottak. Az „örömpolgárok” szakmát tanulhattak, nem volt kötelező a munka, de szívesen dolgoztak a közösségért. A gyerekköztársaságnak alkotmánya volt, és önálló törvénykönyvet is alkottak. A fizetőeszköz a „Gapo dollár”, az állami vicclap neve a „Gapo-Matyi” volt. Gaudiopolist sem a magyar állam, sem az egyház nem támogatta. Segítséget csak a Nemzetközi Vöröskereszttől kaptak, azóta is rejtély, hogyan sikerült 1950-ig életben tartani az intézményt, amikor is a Rákosi-rendszer bezáratta.
Ezután sem maradt tétlen: oldalkocsis motorkerékpárjával a kitelepítetteket segítette.

## Emlékek róla
Szavakra már nem emlékszem. Csak arra, hogy amikor megláttam Gábor bácsit, minden félelmem szinte egyszerre eloszlott. Mosolyogva fogadott, – szavak helyett – magához ölelve bevitt engem rögtön a nagyobb fiúk közé. Nem emlékszem, hogy kérdezett volna valamit, talán átérezte motyogásomból bajomat, kilátástalan helyzetemet. Mintha kisütött volna nap! És ráadásul a fiúk is egyöntetűen szívesen fogadtak. Úgy emlékszem, akkor egyedül Fóti Pali élt különszobában, mint aki – már akkor egyetemistaként – a legidősebb volt köztünk. Mi többiek pedig (Horváth Ádám, Weingrúber Pista, Kudar Laci és sorolhatnám tovább új barátaimat) abban a házban közös szobában laktunk, ahol Gábor bácsiék is, a lakásuk mellett. Mi voltunk a „nagy fiúk”. Nem voltak köztünk „árkok”, ellentétek. Néhány nap alatt úgy éreztem, itthon vagyok. Ez az én családom. Csak sokkal később ismertük meg egymás sorsát, az első élményem az előítélet nélküli befogadás volt. Ez volt első örömöm, s ebben az örömben bizonyára én is megnyíltam. Gábor bácsi „atyám” lett, a fiúk és lányok pedig testvéreim. S ebben a családban kaptam további örömöket is.

„Anyámat egy ideig zavarta a lapszerkesztésben és az általa működtetett Fehérholló könyvkiadó vezetésében az, hogy a gyerekek a lába körül ugráltak, úgyhogy Ádám bátyámmal együtt bekerültünk a híres Sztehlo Gábor-féle, fiúk városa jellegű Gaudiopolis-intézetbe. Sztehlo Gábor, aki szerintem megérdemelné, hogy szentté avassák, evangélikus lelkészként a háború alatt körülbelül ezer zsidó gyereket mentett meg oly módon, hogy a pesti és budai nagyiparos és arisztokrata barátai villájába beállított tíz-tizenöt gyerekkel, és azt mondta, például vitéz Szenczy Aladárnak: „Bujtasd el őket, és ha jönnek a nyilasok, kérd ki magadnak: miként merik feltételezni, hogy egy vitéznek zsidók bujkálnak a házában?” Így mentett meg közel ezer gyereket, többek közt egy 17 éves fiút, Oláh Györgyöt, a későbbi Nobel-díjas vegyészt, akinek a szerves kémia megújítását, az ólommentes benzin kifejlesztését köszönheti a világ. A Sztehlo-intézet tovább működött 1945 után, a túlélő szülők elvitték a gyerekeiket, az árvák maradtak. Melléjük felvette az utcákon csavargó háborús árvákat is, és csomó magunkféle félárva is oda került.”

– Sárközi Mátyás író

A Keveházi László által emlegetett padon ülve beszélgettem vele utoljára Interlakenben. Pár hónap hiányzott a tíz évhez, hogy megkapja a svájci állampolgárságot és hazajöhessen. Nagyon vágyott haza. Kettő hónappal előtte azonban jött a postai küldemény, amit csak félig tudott felbontani. Ott halt meg a padon.

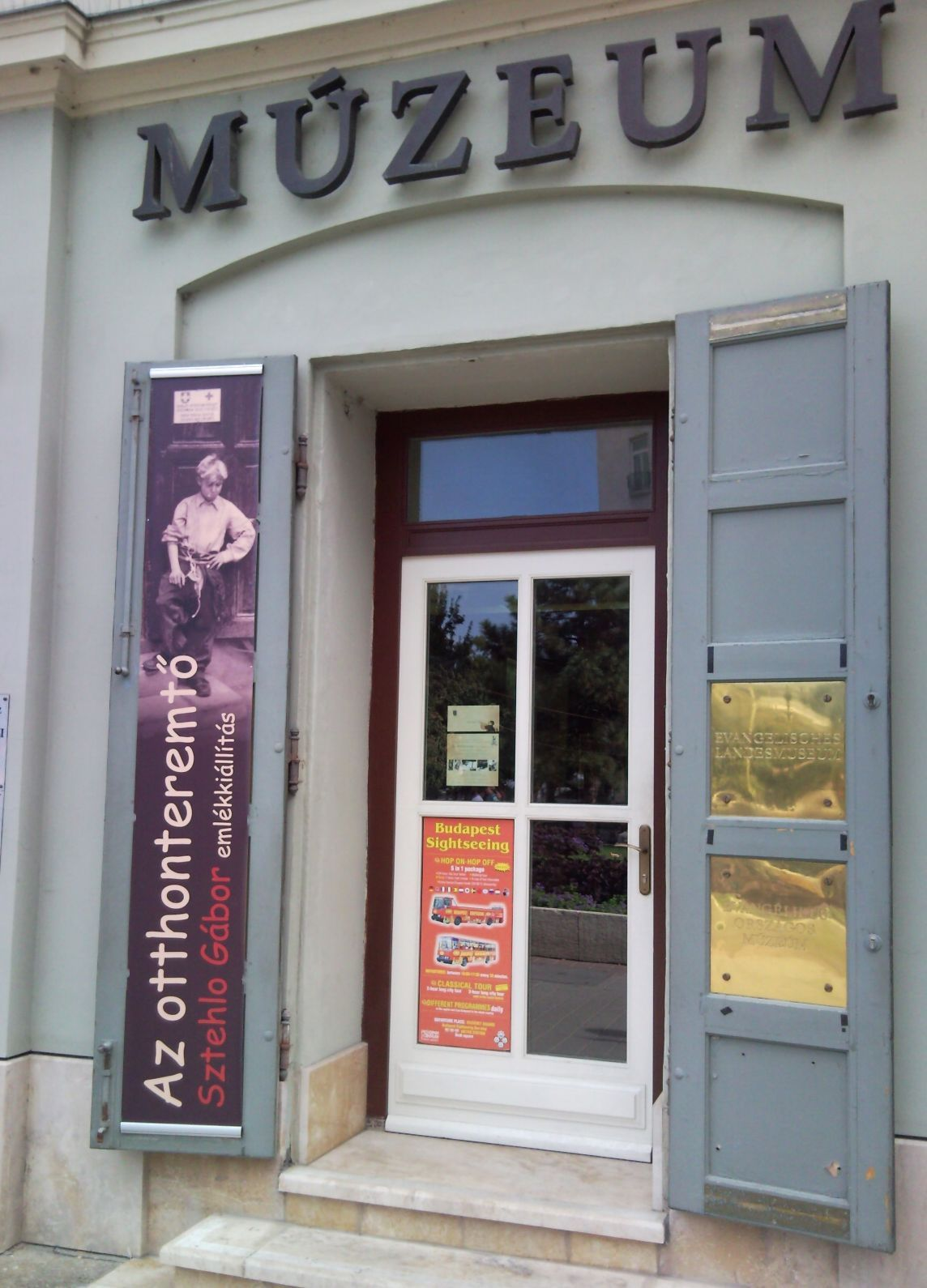
A centenárium évében
kiállítást rendeztek az Evangélikus Országos Múzeumban

Lelkiismeret furdalásom van nekem személy szerint. De lelkiismeret furdalása lehet egész Magyarországnak. Sőt nem sértő szándékkal mondom, de az egyháznak is, hogy Sztehlo Gáborról csak ennyit tudunk, hogy róla csak pár hónapja neveztek el egy kis közt, az Árnyas közt, hogy csak most lesz majd szobra Budapesten.

Az én tudatomban, bármilyen nagyra tartom Wallenberg hősi tevékenységét, Sztehlo Gábor előbbre van. Wallenberget, amíg nem jöttek az oroszok, védte diplomáciai védettsége. Sztehlót semmi más nem védte, mint a saját bátorsága, önfeláldozása. Mindenét, ami vagyon, elvesztette, az otthonát elvesztette, aztán a családját is elvesztette. Aztán mi elvesztettük őt, személyes kapcsolatban. Nem találkozhattunk vele azóta.

## Emlékezete

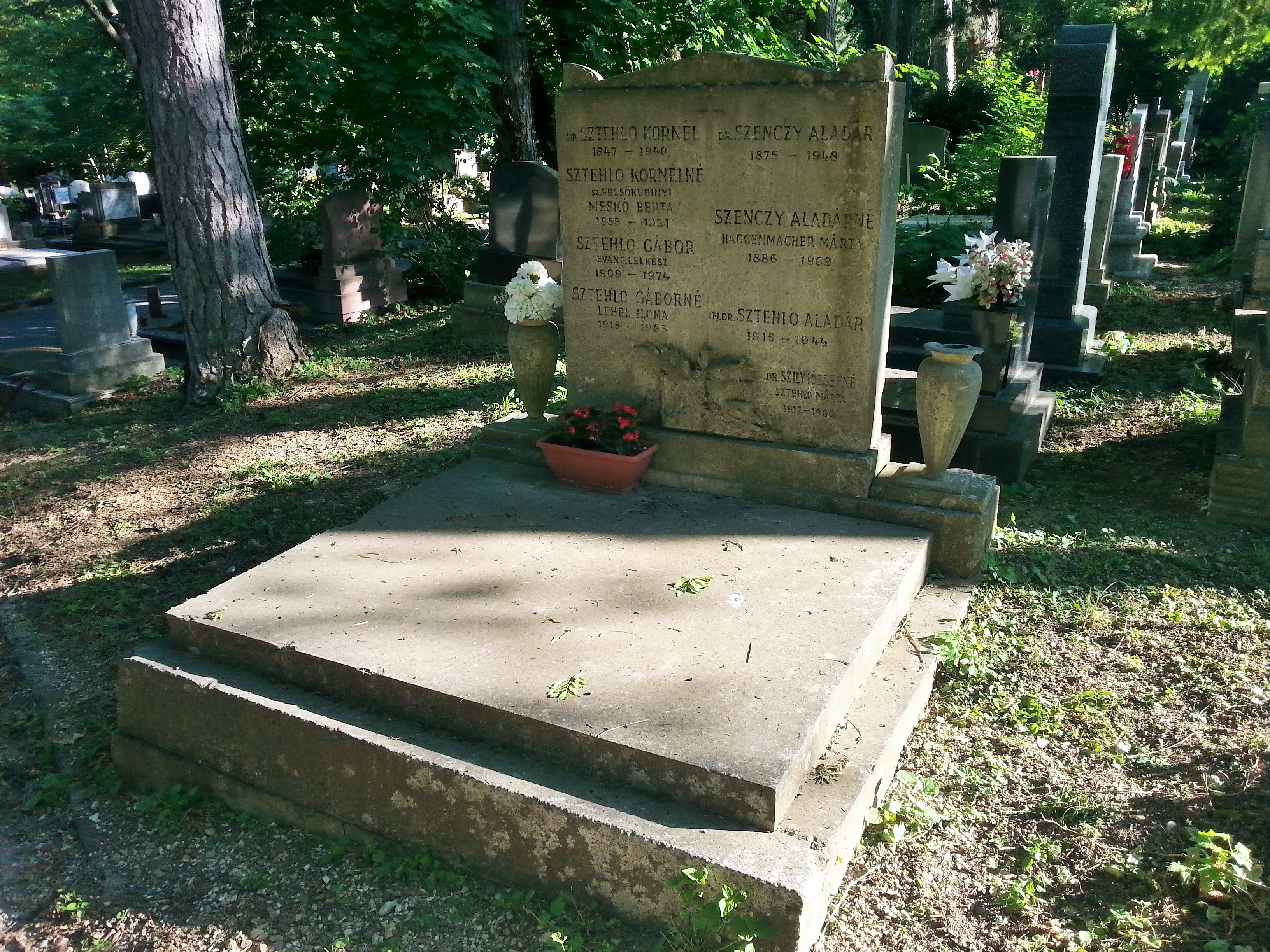
Sztehlo Gábor síremléke, Budapest, Farkasréti temető

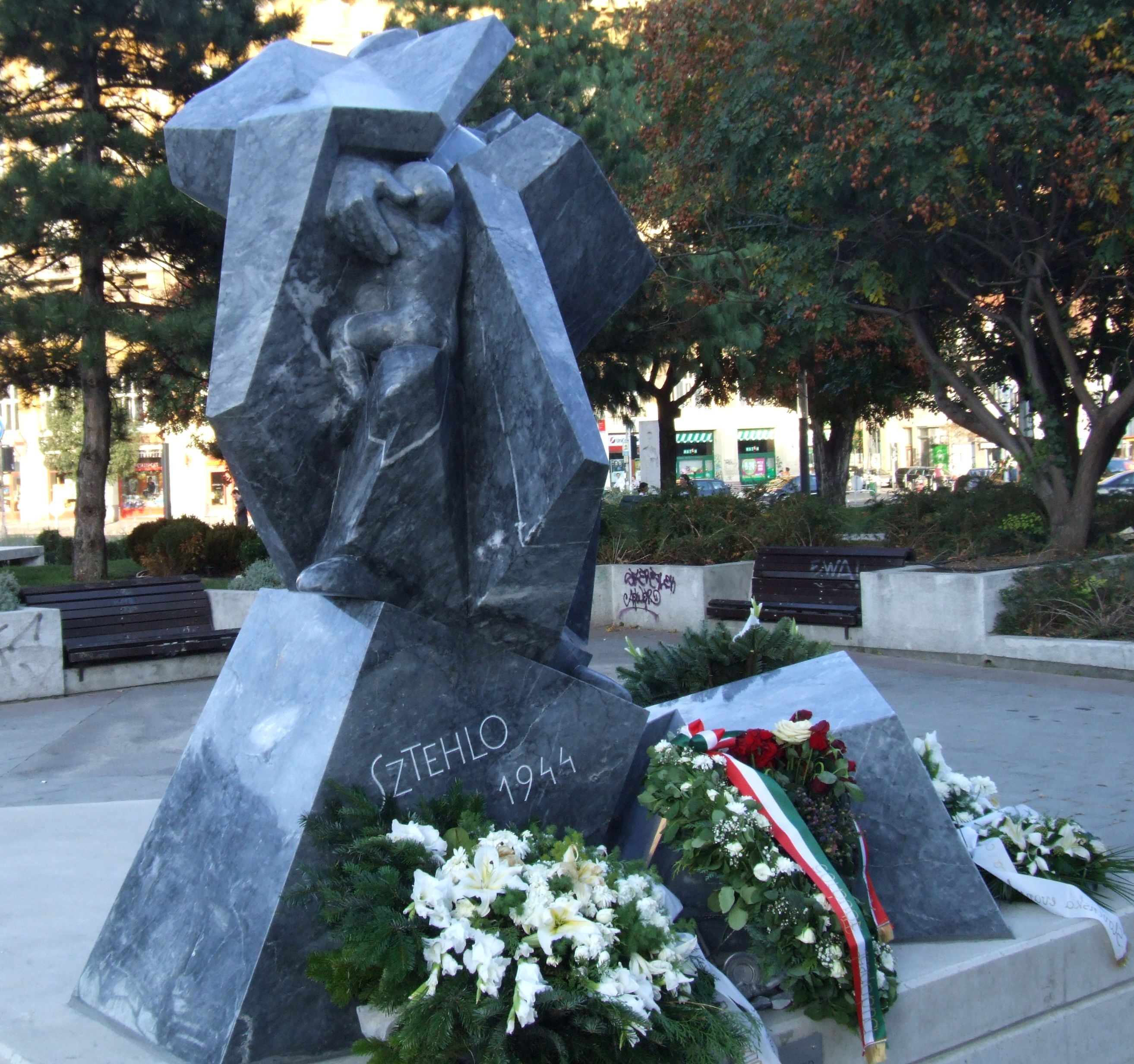
A Deák téren felállított szobra
Vígh Tamás alkotása

- Ő ihlette a Valahol Európában című film történetét és a főszereplő alakját.[14]
- A Sztehlo Gábor által mentettek és neveltek 1990-ben nevét viselő alapítványt hoztak létre.
- Emlékét tábla örökíti meg a hatvani és a budavári evangélikus templom falán valamint Nagytarcsán két helyszínen is.
- Nagytarcsán és Budán a XII. kerületben[15] utcát neveztek el róla. Salgótarjánban vendégház viseli a nevét.
- 2009-et a Magyarországi Evangélikus Egyház Sztehlo Gábor évnek nyilvánította.
- A Budakeszi út 48. alatt működő Vasvári Pál Gyermekotthon – a centenárium alkalmából – felvette Sztehlo Gábor nevét.
- Ugyanezen időponttól a Nyugat-magyarországi Egyetem Benedek Elek Pedagógia Karának E/2-es előadóterme lett nevére átkeresztelve. Az esemény napján emlékülést is tartottak.
- Hatvanban emlékülést tartottak és kiállítást rendeztek. Sztehlo Gáborra emlékeztek a hatvani evangélikusok
- 2009. szeptember 25-én, születésének 100. évfordulóján avatták fel szobrát a budapesti Deák Ferenc téren.[16] A prédikációt Keveházi László, a Gaudiopolis miniszterelnöke tartotta .
- A Batthyány tér és a Lánchíd között a budai oldalon ez a szakasz 2010. június 3-án a Sztehlo Gábor rakpart nevet kapta.
- 2011. május 4-én alapította meg a Magyarországi Evangélikus Egyház a Sztehlo Gábor Evangélikus Óvoda, Általános Iskola és Gimnáziumot Pestszentlőrincen
- 2019-ben a Magyarországi Evangélikus Egyház fenntartásában működő több fővárosi és Pest-megyei szociális intézet összevonásával jött létre egy új, komplex diakóniai intézmény, a Sztehlo Gábor Evangélikus Szeretetszolgálat.
- Tudósítások a szoboravatásról
  - Evangélikus Hírszolgálat
  - Ev angélikus Egyház weblapja
  - MNO Online Archiválva 2009. szeptember 27-i dátummal a Wayback Machine-ben
  - Népszabadság
- Szobrot – Vörös Ákos alkotását – avattak Nagytarcsán. Nagytarcsán is szobrot avattak Sztehlo Gábor tiszteletére
- A szoborállítás képei[halott link]
- 2023-ban Újbudán, Orlay utcai szülőházán kapott emléktáblát.[17]

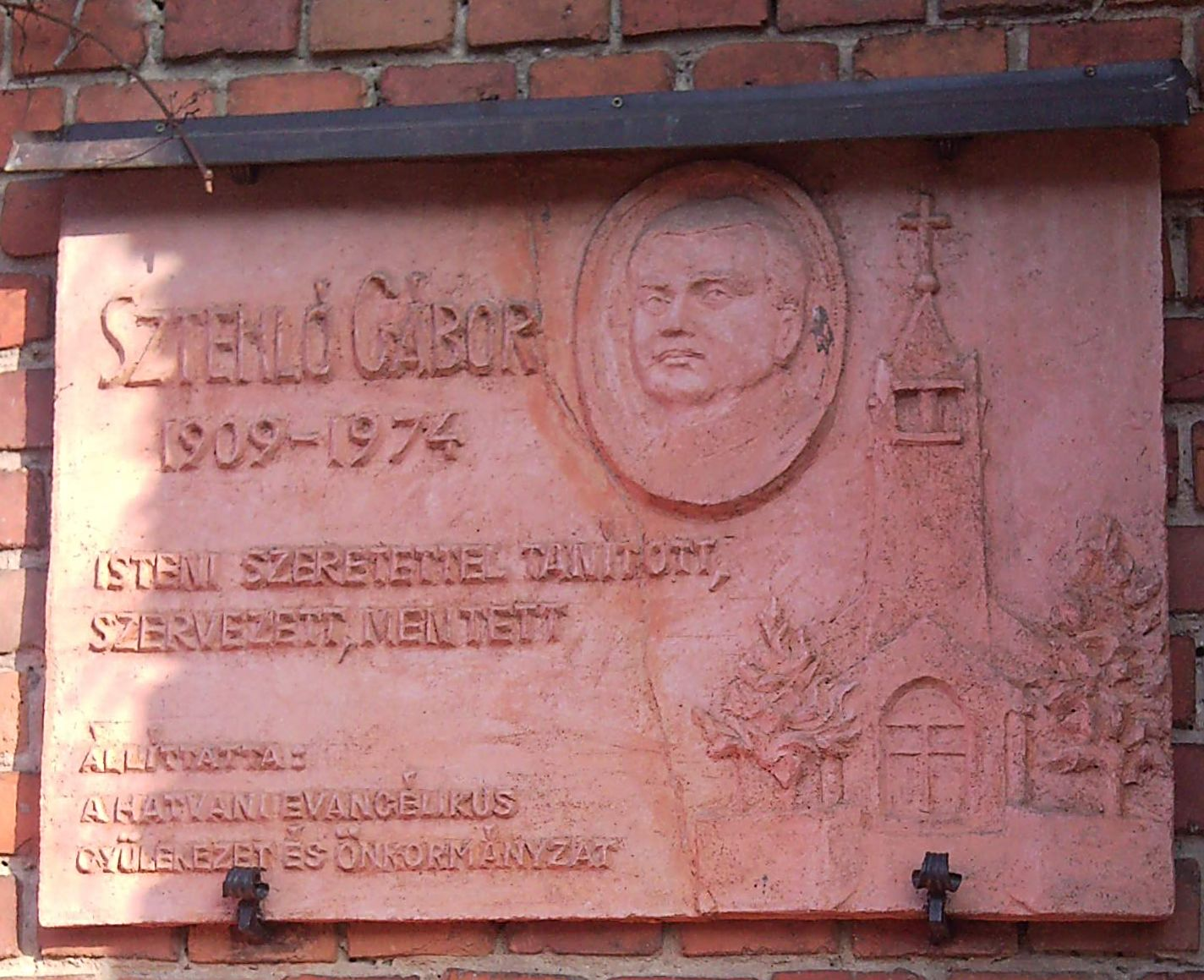
Emléktáblája Új-Hatvanban a templom falán
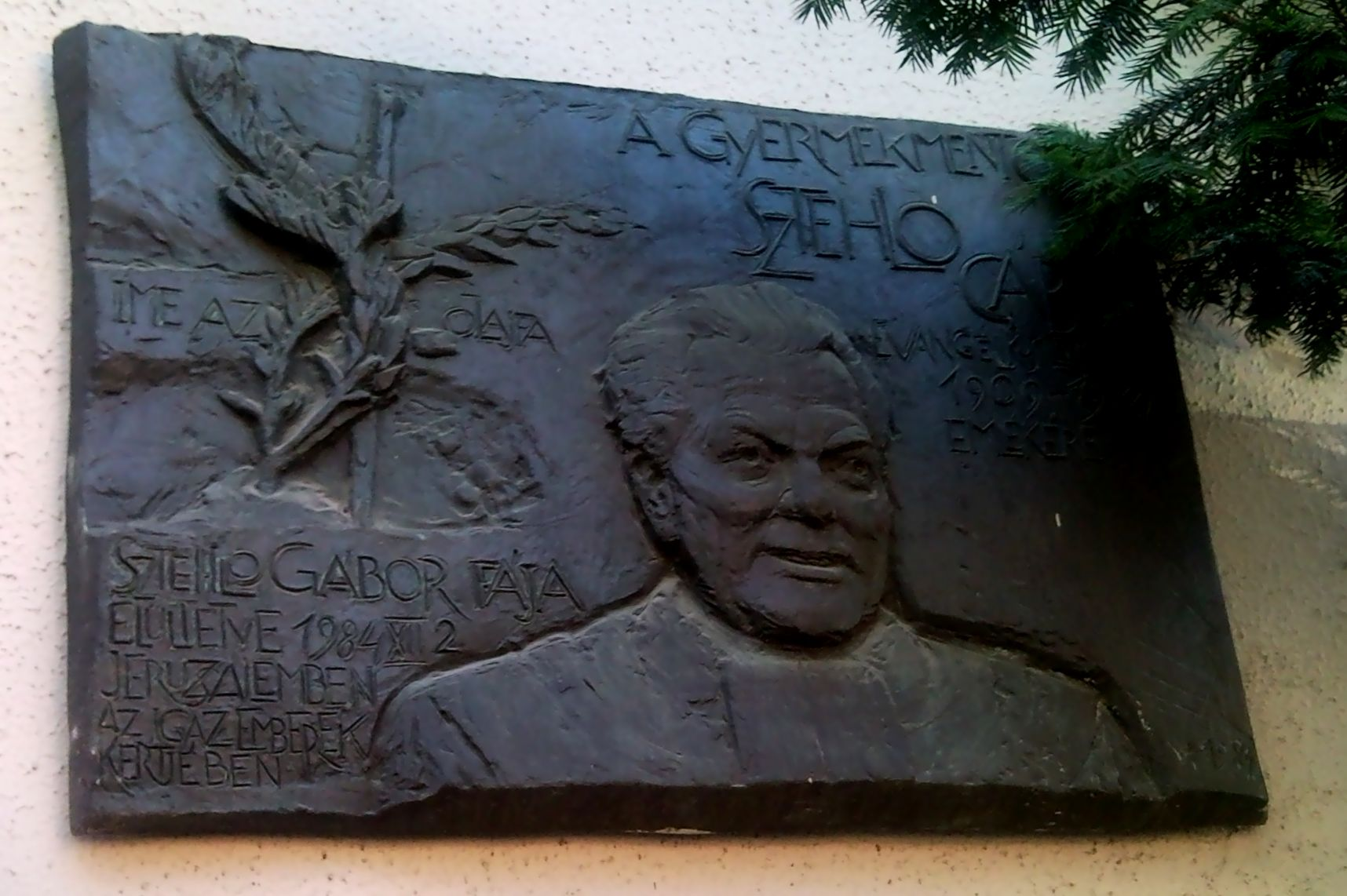
Emléktáblája a Bécsi kapu téren, Budapesten
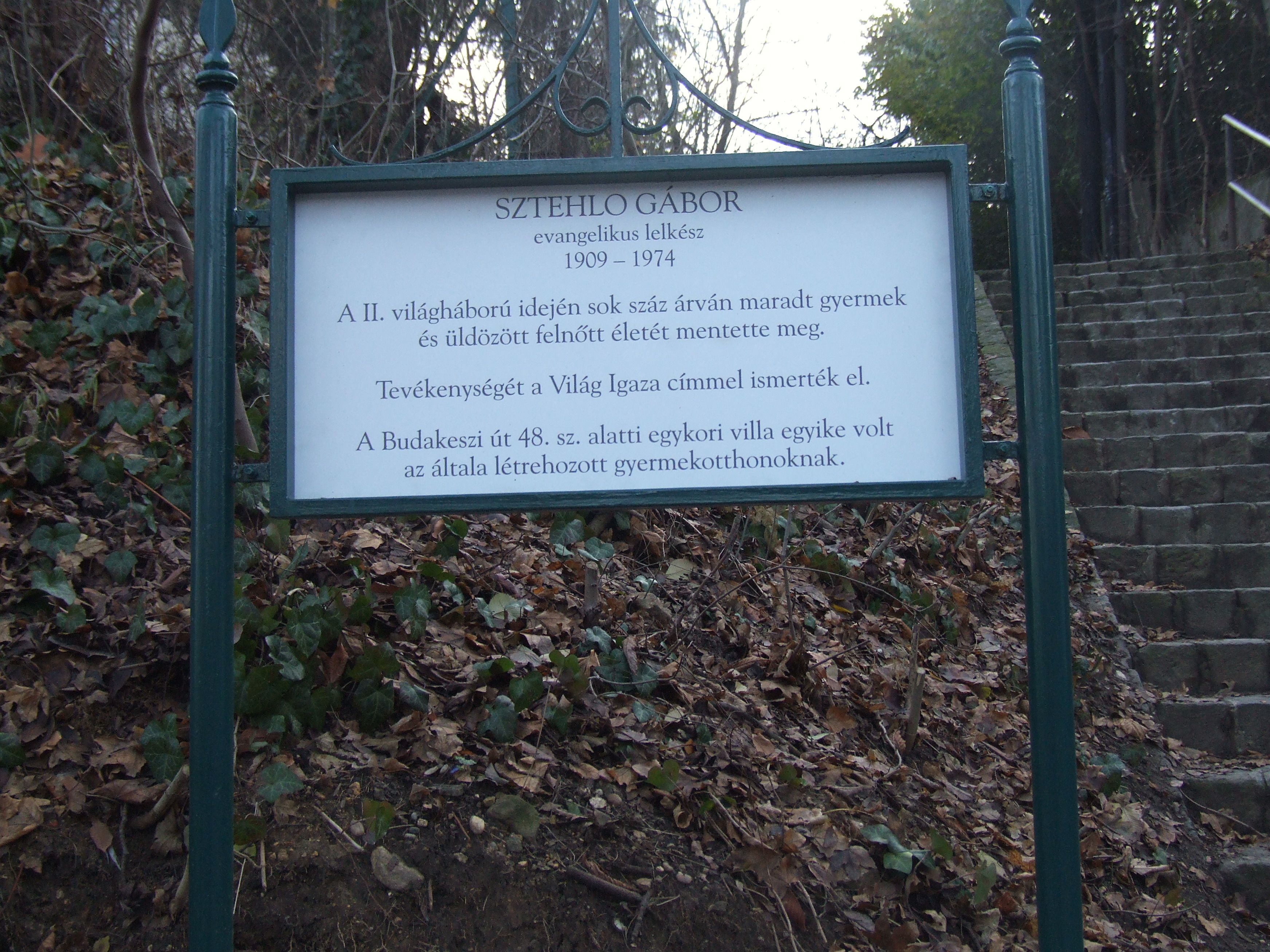
Emléktáblája a 2008-ban róla elnevezett utca elején (Budakeszi út 32.)
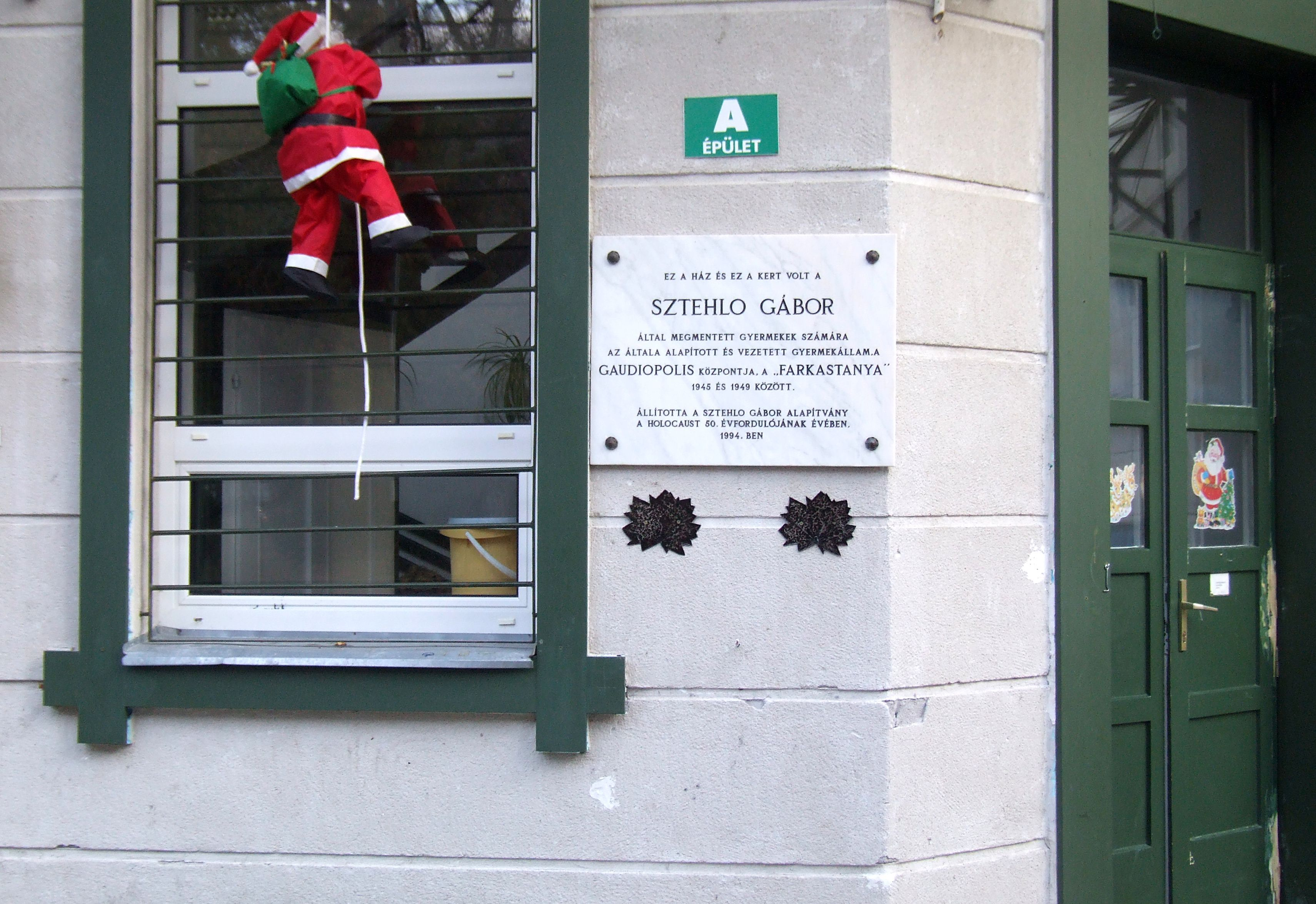
Gaudiopolis, Sztehlo Gábor emléktábla, (Budakeszi út 48.)

## Művei
- Sztehlo Gábor–Urbán Ernő: Krisztus a királyunk!; Széchenyi Nyomda, Győr, 1937, (Harangszó könyvtár)
- Sztehlo Gábor–Urbán Ernő: Istené vagyok! Az egyház tanítása kérdésekben és feleletekben, Széchenyi Ny., Győr, 1937, (Harangszó könyvtár)
- Isten kezében; sajtó alá rend. Bozóky Éva; Magyarországi Evangélikus Egyház Sajtóosztálya, Budapest, 1984
- Isten kezében; szerző naplója nyomán sajtó alá rend. Bozóky Éva, képanyag összeáll. Koren Emil; Sztehlo Gábor Gyermek- és Ifjúságsegítő Alapítvány, Budapest, 1994
- Velünk az Isten! Sztehlo Gábor evangélikus lelkész (1909–1974) Svájcban mondott, rajzaival illusztrált igehírdetései, 1972–1974; átdolg., sajtó alá rend. Madocsai Miklós, előszó Gáncs Péter; Sztehlo Gábor Gyermek- és Ifjúságsegítő Alapítvány, Budapest, 2005
- Háromszázhatvanöt nap – Emlékek a magyarországi zsidómentésről 1944-ben, Magvető, Budapest, 2022, (Tények és tanúk, online részlet: 52–56. o. PDF)